# Idioma charrúa
El idioma charrúa es una lengua muerta miembro de la familia de lenguas charrúas, que fue hablada por los charrúas en partes de la región de lo que actualmente constituyen Argentina y Uruguay.
La documentación sobre esta lengua es limitada y solamente se conocen un par de listas de vocabularios y otras palabras sueltas recogidas por los viajeros o estudiosos occidentales durante el siglo XIX, aunque no existe testimonio de su gramática.

## Vocabulario
El vocabulario conocido de este idioma proviene fundamentalmente de dos corpus lingüísticos recogidos por Teodoro Vilardebó en la década de 1840 más algunos aportes escasos de otros conquistadores que recogieron algunas palabras en sus diarios de viaje. Sin embargo, parte de los lingüistas pone en duda que algunas de las palabras sean charrúas o afirman que varias podrían ser en realidad guaraníes.
Numeración: consiste en un sistema cuaternario de numeración, al que se le añadieron dos cifras más para ser decimal (influencia europea).
yú - uno
sam/sáu - dos
detí/datit - tres
bétum/betúm - cuatro
betum yú/betum iú - cinco («cuatro y uno»)
betum sam - seis («cuatro y dos»)
betum detí - siete («cuatro y tres»)
betum arrasam - ocho («cuatro por dos»)
baquiú - nueve (se cree que significa «menos uno»)
guaroj - diez (guar significa «mano», por lo que se cree que significa «mano cerrada» o «ambas manos»)
Personas y familia:
chalouá - muchacha
guamanaí - cuñado
inchalá - hermano
itojmau - muchacho
Anatomía: es posible que i- sea un prefijo que refiera a partes externas del cuerpo con algunas excepciones.
atit - pie
caracú - pierna (Sábat Pebet y Figueira creen que este es un guaranismo, en donde significa «médula» o «tuétano»)
ej - boca
guar - mano
ibar - nariz
ijou - ojo
imau - oreja
is - cabeza
isbaj - brazo
itaj - pelo
Fauna:
beluá - vaca
berá - avestruz
chibí - gato
juai - caballo
mautiblá - mulita